# Mielichhoferia immersidens
Mielichhoferia immersidens är en bladmossart som beskrevs av C. Müller 1879. Mielichhoferia immersidens ingår i släktet kismossor, och familjen Bryaceae. Inga underarter finns listade i Catalogue of Life.